# Tau Boötis
Tau Boötis (4 Boötis) é uma estrela na direção da constelação de Boötes. Possui uma ascensão reta de 13h 47m 16.04s e uma declinação de +17° 27′ 24.4″. Sua magnitude aparente é igual a 4.50. Considerando sua distância de 51 anos-luz em relação à Terra, sua magnitude absoluta é igual a 3.53. Pertence à classe espectral F7V. Possui um planeta confirmado.